# Lilla Saltsjön
Lilla Saltsjön är en sjö i Bollnäs kommun i Hälsingland och ingår i Ljusnans huvudavrinningsområde.